# Аномальная жара в Северном полушарии (2010)

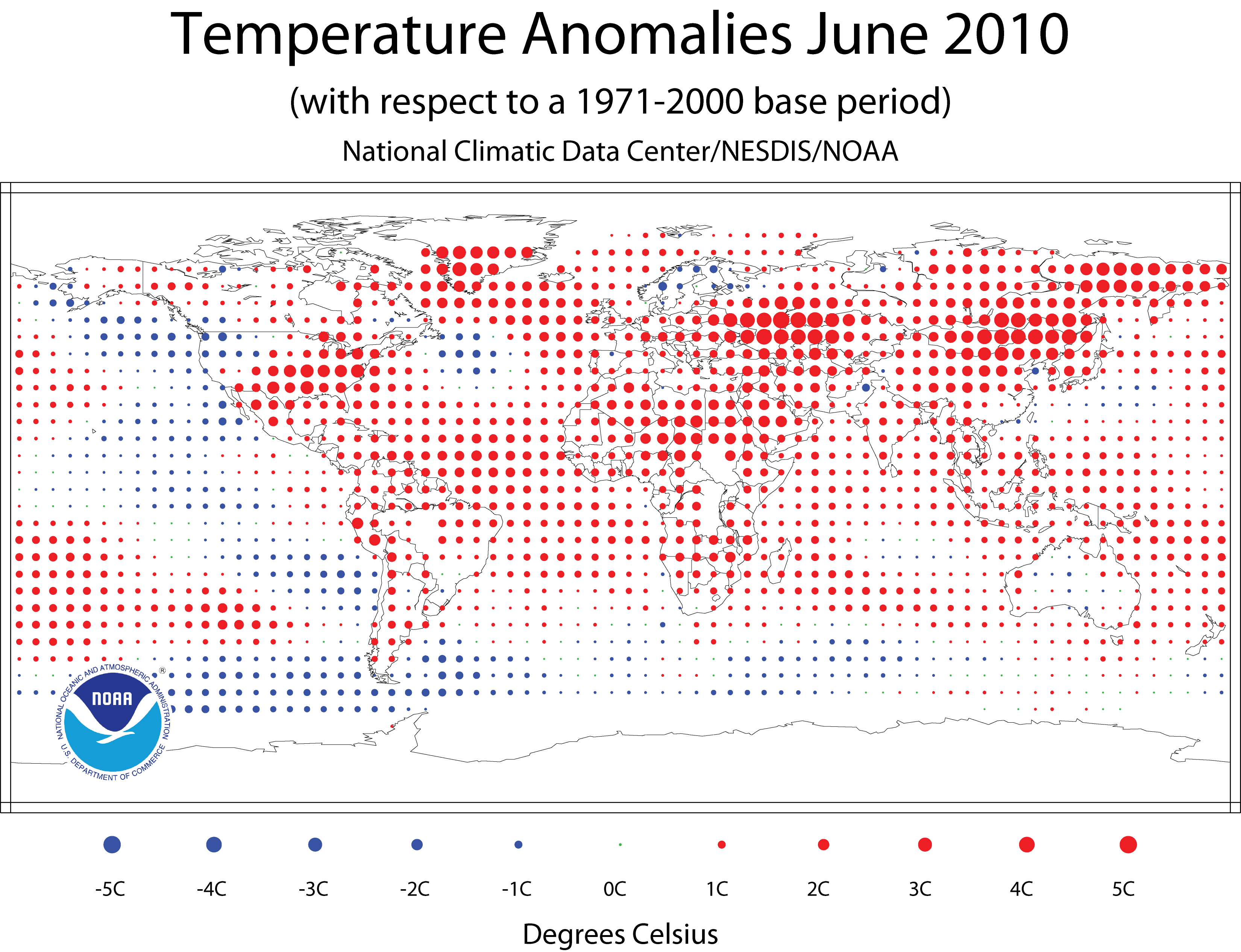
Температурные аномалии за июнь 2010 года (по сравнению с базовым периодом 1971—2000 годов), Национальное управление океанических и атмосферных исследований (США)

Анома́льная жара́ в Се́верном полуша́рии — масштабный период аномальной жары в Северном полушарии, прежде всего Северной Америке, Европе, Северной и Центральной Азии в июне-августе 2010 года.
По данным Национального управления США по проблемам океана и атмосферы (NOAA), среднемесячная приземная температура воздуха на планете Земля в июле составила +16,5. Выше она была только в 1998 году; тот год до недавних пор удерживал лидерство и по средним температурам за период с января по июль. Ныне лидером стал 2010 год: за семь месяцев средняя температура составила 14,5 градусов, впервые за всю историю метеонаблюдений.

## Предыстория
По данным метеорологов, апрель и май 2010 года стали самыми жаркими за всю историю метеонаблюдений в ряде регионов земного шара. А в конце мая учёные НАСА составили прогноз, по которому лето 2010 года должно стать самым жарким за все 130 лет метеонаблюдений.
Весна 2010 года оказалась существенно теплее обычного (кроме марта, который был около нормы), а май 2010 года вошёл в пятёрку самых тёплых в Москве, аномалия составила +3,9 °C.
За июнь 2010 года средняя температура воздуха на планете составила +16,2, что выше по сравнению со средней температурой XX века на 1,2 градуса.

## Аномальная жара в регионах мира

### Европейский союз

#### Австрия
В Австрии установилась аномально высокая температура. В некоторых районах столбики термометров превысили отметку в 35 градусов. Жара накрыла всю страну. Жители Вены выстроились в очередь в общественный бассейн.
Спрос на мороженое и прохладительные напитки вырос в несколько раз. Больше всего не повезло водителям. По их словам, стоять в пробках в такую жару было просто невыносимо.

#### Греция
В Грецию также пришла жара. В Афинах было +43 градуса. В этой стране такое редко бывает в середине июня. Местное население и туристы изнывали от жары. Пожарные службы Греции были переведены на усиленный режим работы.
Впоследствии, в 30 километрах северо-восточнее Афин более 400 человек вели борьбу с огнём. Пожар возник 17 июля.
Облако дыма росло с каждым часом. Пожары бушевали вблизи города Марафон. Многие жители, не дожидаясь объявления об эвакуации, покидали свои жилища. Другие были полны решимости отстоять от огня свои дома. Успех людей полностью зависел от ветра. Он был сильный, и пожары продвинулись на несколько километров.
Глава администрации города Капандритион Евдоксия Келиду-Яннакули (Ευδοξία Κελίδου-Γιαννακούλη) рассказывает:
Не думаю, что это был поджог. По крайней мере, я ничего такого не видела. Всё началось очень далеко. Но был сильный ветер, и огонь распространялся с огромной скоростью.
Другой очаг возгораний находился к югу от Афин, у города Лаврион. Там были эвакуированы два детских лагеря. На борьбу с огнём были брошены сотни пожарных, в небо поднята специальная авиация. Греческие власти призывали жителей к спокойствию, утверждая об отсутствии опасности. Пострадавших, как и сгоревших домов не было..

#### Италия
Столбик термометра в дни жары бил многолетние рекорды. Был введён третий уровень опасности в 18 крупных итальянских городах. На специальный номер службы гражданской обороны, предназначенный для проблем связанных с жаркой погодой, поступило множество звонков с различными жалобами. Жара стала одной из причин десятков пожаров, которые зафиксированы в основном на Сицилии.

#### Чехия
Из-за усиливающейся жары, которой не было за всю почти 300-летнюю историю метеорологических наблюдений в Чехии, возникла угроза жизни для двух миллионов граждан республики. Главный врач кардиологического отделения одной из крупнейших пражских клиник — «Больница на Гомолце» сообщил:
«Именно такое количество [людей] у нас страдает гипертонией и другими видами сердечно-сосудистых заболеваний»
Тогда в республике резко возросло количество случаев инфарктов и инсультов, что связано с небывалой для местного климата 40-градусной жарой.
Из-за слишком высокой температуры плавилось асфальтовое покрытие автодорог. Власти Чехии решили закрыть для движения девятикилометровый участок скоростной международной автострады близ западночешского города Бор. Ремонтные работы длились до конца августа 2010 года. 

### Страны бывшего СССР
| Тип                 | Антициклон, Тепловые волны                                               |
| Сформировались      | 10 июня 2010                                                             |
| Рассеялись          | 13 августа 2010 года.                                                    |
| Число погибших      | 58 подтверждённых случаев, 15 801+ косвенных смертей, 1 неподтверждённый |
| Пострадавшие районы | Западная часть России, Украина, Казахстан, Беларусь и Грузия             |

#### Беларусь
Аномальная жара царила практически на всей территории Беларуси. Здесь аномалий было меньше, сказалось сильное похолодание во второй половине июня. Аномалии были сильнее на юге страны, слабее — на севере. В Минске в июне 2010 года наблюдалась 30-градусная жара, что для этого прохладного города с абсолютным максимумом в июне 2010 года в +32,5 °C эквивалентно 35-градусному зною в более южных районах, например на Украине.
После тёплого, но не рекордно жаркого июля, в начале августа в Беларусь проник раскалённый воздух из соседней России. Температура сразу поднялась до невиданных значений, был установлен новый общенациональный рекорд жары в +39,2 °C.

#### Грузия
Температура воздуха в Грузии побила все рекорды. В стране целую неделю днём столбики термометров поднимались выше отметки +40 градусов.
Вот что говорит одна из жительниц Тбилиси:
«Аномальная жара стоит уже больше недели. Именно сегодня был зафиксирован рекордный показатель температуры — более 40 градусов. Дышать нечем, люди не знают, где укрыться от жары. Уже более двух недель не выпадали осадки. Даже ночью температура не опускается ниже 30 градусов».
В некоторых регионах Грузии такой температуры за всю историю метеонаблюдений не было никогда. Медики советовали по возможности не выходить днём из дома. Из-за сильного зноя в южных районах Грузии произошли лесные пожары.

#### Казахстан
В Актау столбики термометров поднялись до 47 градусов. Подобных показателей в области не наблюдалось 27 лет.

#### Латвия
Несколько недель в Латвии стояла жаркая погода, температура воздуха днём прогревалась до +34 градусов.
Телебашня в Риге из-за слишком высокой температуры воздуха вытянулась на 4 сантиметра, став таким образом самой высокой в ЕС. Как отметил технический консультант Улдис Руткс, по подсчётам специалистов, при температуре +32 градуса башня «вытягивается» на четыре сантиметра.

#### Россия

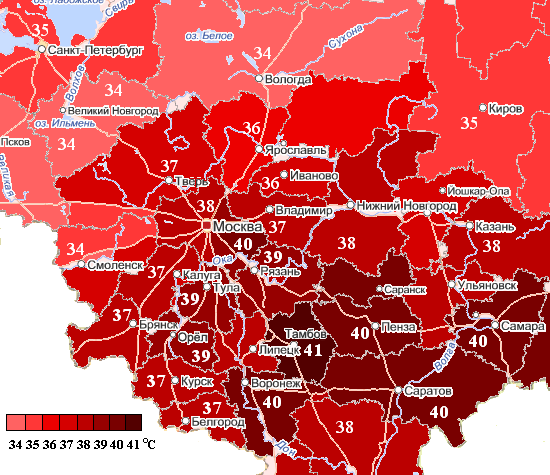
Температура в Центральной России на 31 июля 2010 года

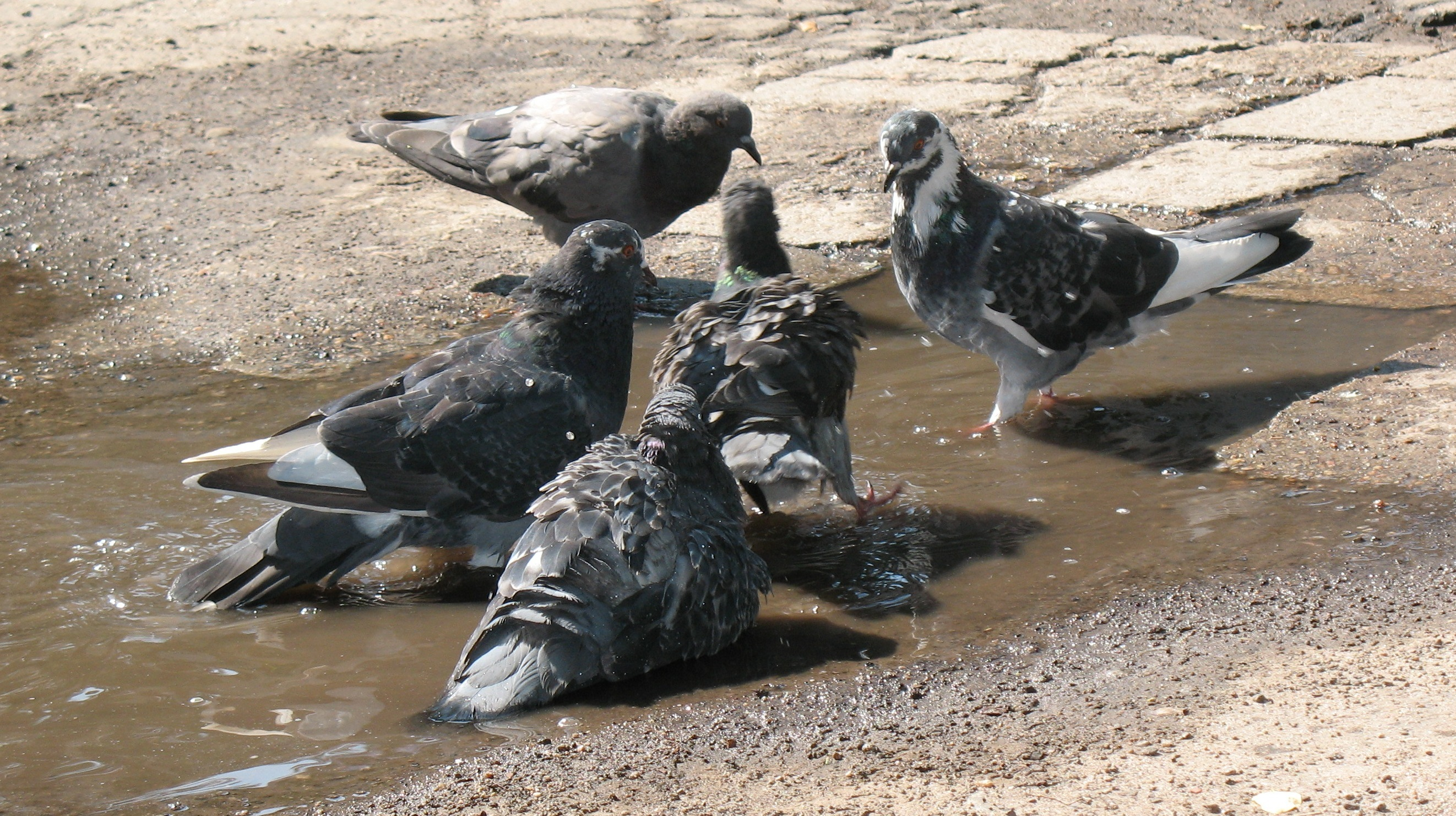
Голуби купаются во время аномальной жары при температуре +42°C

Воздух прогрелся в некоторых регионах до 40 …43,5 °C. Жара стала причиной опасной  ситуации - засухи, которой не наблюдалось уже почти 40 лет. Она вызвала гибель как минимум 9 млн гектаров посевных площадей из 48 засеянных ( в 14 регионах, среди которых Татарстан, Башкортостан, Оренбургская, Саратовская, Самарская области). Аномальная жара резко подняла продажи охлаждающих напитков, мороженого, вентиляторов и кондиционеров.
«Подготовка» к «аномальной» летней жаре 2010 года началась аномально тёплой осенью 2009 и весной 2010 года.
Российскими и мировыми учёными высказывается предположение, что «аномальная» по тогдашним меркам жара скоро станет нормальной для страны, как и «аномальные» холода и прочие «необычные» природные явления.
Больше всего на эту погодную ситуацию похожи 1938 год, когда были установлены многие абсолютные на нынешний день рекорды, и 1972 год, когда наблюдалась не только длительная жара, но и сильная засуха, подобная засухе в 2010 году. Однако аномалия в июле 1972 года (для Москвы) была только четыре градуса, в июле 2010 года аномалия была на уровне 6-7 градусов. До 2010 года август 1972 года для Москвы был самым тёплым в истории.
Вследствие аномальной жары в столичном регионе ухудшилась экологическая обстановка. Превышения нормы содержания загрязняющих веществ были отмечены в Братеево, на Варшавском шоссе и в районе станции метро Нагорная. В большинстве городов Московской области, к примеру, в Коломне, Воскресенске, Клину, Серпухове и Мытищах, также отмечался повышенный уровень загрязнения воздушного бассейна.
В Петербурге от жары треснула Башня Мира (архитектурное сооружение из стекла)..
В том числе из-за жары пострадала спортивная жизнь. Так, чтобы жара не представляла никакой угрозы для спортсменов, матчи чемпионата России по футболу были перенесены на вечернее время.
Жара внесла свои коррективы и в рабочий график аграриев. В Орловской области на уборку уцелевшего урожая выходили исключительно ночью: дневных температур не выдерживают не только люди, но и техника. В тёмное время суток также было не слишком прохладно, поэтому на поле всегда дежурила ремонтная бригада. В области  несмотря на засуху, планировали собрать около 2 миллионов тонн зерновых и зернобобовых культур.

#### Украина

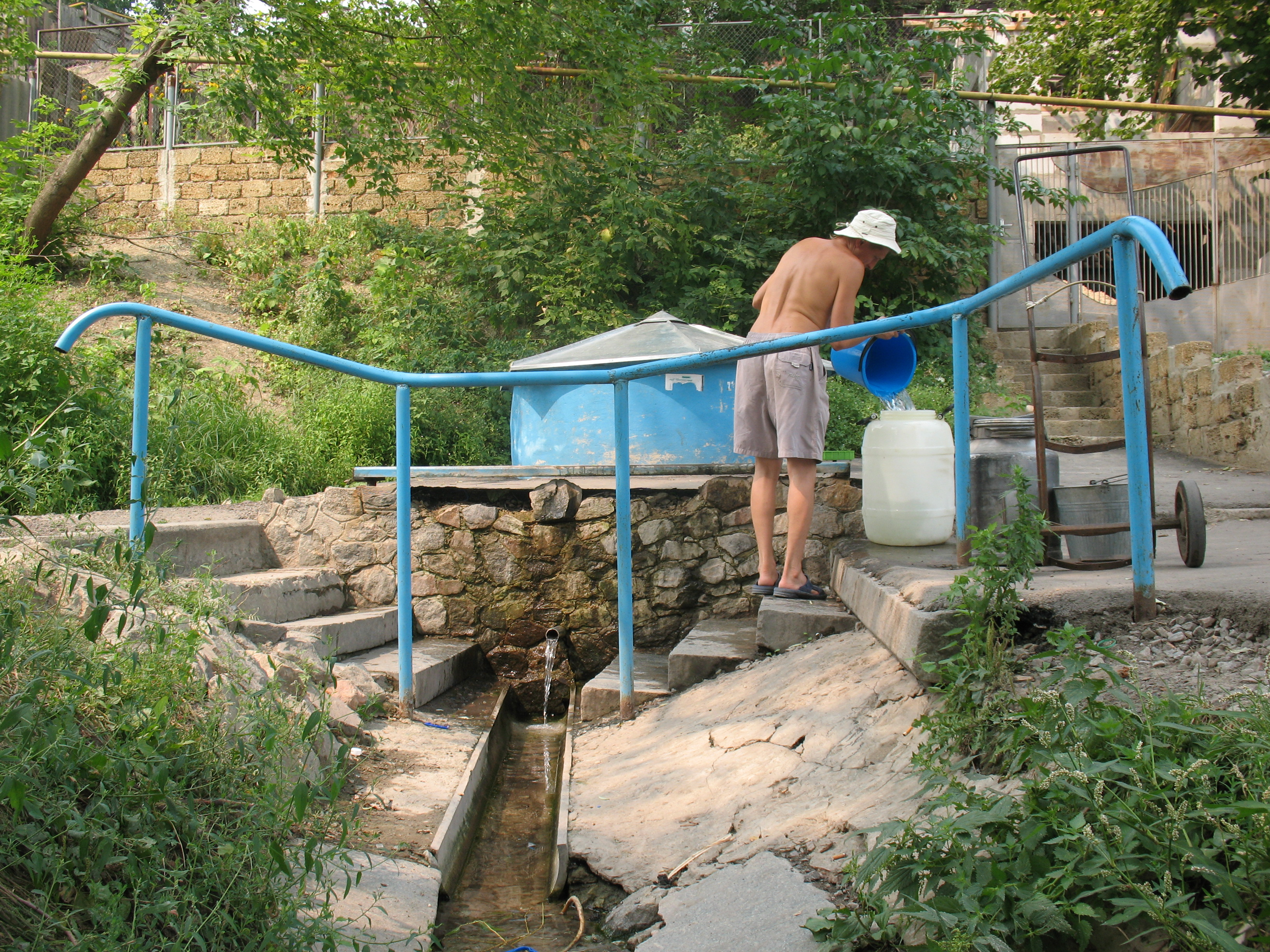
Спасение от аномальной жары: вода из источника. Журавлёвский источник

В конце первой — начале второй декады июня на Украине наблюдалась нетипично жаркая погода. Был превышен ряд температурных рекордов. После небольшого похолодания в начале июля жара возобновилась с новой силой.
Сильнейший зной свирепствовал на юго-востоке и в центре страны. На севере и западе было несколько прохладнее.
По словам начальника Украинского гидрометцентра Н. Кульбиды, такие погодные условия обусловлены прежде всего нарастающими тенденциями глобального потепления, которые отразились и на Украине. За последние 20 лет в стране средняя температура летом увеличилась на 1,3-1,7 градуса по Цельсию, а зимняя — на 2-2,5 градуса.

### Ближний Восток

#### Израиль
В курортном городе Эйлат на юге Израиля 21 июня был побит трёхлетний рекорд жары. Уровень температуры превысил +46 градусов. Власти просили жителей и туристов не выходить на солнце и переждать волну жары в тени, запасшись большим количеством воды.
Высокие температуры не являются чем-то необычным для Эйлата (39 градусов в среднем в июне). Но «не настолько высокие», утверждают местные жители.

### Северная Америка

#### Соединённые Штаты Америки
В дни жары температура доходила до +40 градусов при влажности до 90 %. В таких условиях пришлось провести знаменитый Нью-Йоркский марафон, и, естественно, до финиша дошли не все. Американские врачи рекомендовали во время жары не выходить на улицу.
На тихоокеанском побережье и в штате Вашингтон, из-за жары и сухого ветра загорелись леса. Сотни пожарных пытались сдержать огонь, но безуспешно — ветер быстро разносил пламя. Была объявлена эвакуация населения.

### Восточная Азия

#### Китай
В 13 провинциях и регионах Китая температура в начале июля превысила отметку в +35 градусов. Жители многомиллионных городов пытались спастись от летнего зноя в бассейнах, реках и прудах, в то время как лесные пожары в некоторых частях страны разгорались с новой силой.
В столице Китая зарегистрирована рекордная температура за 50 лет: средние показатели взметнулись до +40,3 градусов.
Пожарные пытались потушить пожар в горных лесах на северо-востоке провинции Хэйлунцзян. Более 20 000 пожарных сражались с пожарами, вызванными молниями, в то время как жара только усугубила ситуацию.

#### Монголия
23 июня температура в некоторых частях Монголии достигала +41°С. Аномальная жара и засуха вызвали в общей сложности 73 пожара, 4 из которых начались 4 июля. Большинство пожаров затронуло центральную часть страны. Погибло 3, получили ранения 6 человек; погибло 936 голов скота. Общий ущерб был оценён властями в 910 млн тугриков. В тушении пожаров принимало участие 984 пожарных, 164 пограничника и 2022 добровольца.

#### Япония
Температура в финансовом центре Токио, квартале Отэмати, подскочила 21 июля до +35,9 градуса.
Цены на электроэнергию в Японии с поставкой в часы пиковой нагрузки подскочили до максимального почти за два года уровня, поскольку из-за жары кондиционеры и вентиляторы в стране использовались очень часто. 
Метеорологическое управление Японии не ожидало значительного снижения температуры на острове Хонсю, где расположена столица страны, до конца июля.
21 июля пять человек погибли от тепловых ударов. Как сообщила служба скорой помощи, все скончавшиеся — пожилые люди, жители сельской местности. Смертельные тепловые удары они получили во время полевых работ. Накануне в Токио почти 180 человек были доставлены в больницы с тепловыми ударами. По словам врачей и представителей медицины, около десяти из них находятся в тяжелом состоянии.

## Аномальная жара на морях

### Азовское море
Высокие дневные температуры привели к массовому рыбному мору в Азовском море.
Устойчивая жара в регионе стала причиной снижения содержания кислорода в морской воде, впоследствии этой ситуации, произошла массовая гибель рыбы. Большую часть урона составили  бычки. Мертвая рыба скапливается на поверхности моря и вдоль берега.
Экологическая инспекция приняла решение разрешить массовый вылов рыбы, чтобы минимизировать потери. Правда, экологи опасаются, что браконьеры могут злоупотребить ситуацией и начать сбыт в том числе и полудохлой рыбы под видом свежей.

### Балтийское море
Из-за необычно жаркой погоды на поверхности Балтийского моря образовался гигантский «ковёр» из одноклеточных синезелёных водорослей. При высокой концентрации они могут создать угрозу для здоровья человека, так как производят токсины, вызывающие раздражение кожи, а также слизистой оболочки глаз и носа.
По мнению, выраженному представителем германского центра Всемирного фонда дикой природы Йохеном Лампом, стремительное размножение водорослей вызвано тем, что температура воды в Балтийском море сильно повысилась, что и вызвало такие последствия.
По словам учёного, последние снимки из космоса показывают, что «ковёр» из синезелёных водорослей длиной 1,6 тысяч км и шириной 190 км простирается от Финляндии до Поморской бухты у северной части немецкого острова Узедом и к северо-западу от острова Рюген, они покрывают 377 тысяч км² поверхности. Проблема синезелёных водорослей затрагивает до 90 % вод Балтики.
Подобная картина отмечалась в последний раз в 2005 году. Этот вид водорослей активно забирает кислород из воды, что способствует гибели других морских растений и обитателей.

## Погибшие во время аномальной жары
В данной таблице приведены данные о том, сколько человек погибло в странах во время аномальной жары:
| Страна         | Погибшие             |
| -------------- | -------------------- |
| Индия          | 250                  |
| Россия         | 50                   |
| Пакистан       | 18                   |
| США            | 11 (18 неофициально) |
| Болгария       | 8                    |
| Китай          | 6 (7 неофициально)   |
| Испания        | 5                    |
| Монголия       | 3                    |
| Казахстан      | 1                    |
| Великобритания | 1                    |
| Франция        | 1                    |
| Хорватия       | 1                    |
| Румыния        | 1                    |
| Португалия     | 1                    |